# Crêpe
Crêpe eller crepe er en tynd pandekage lavet af hvedemel eller boghvedemel. Ordet stanmer fra Frankrig, hvor crêpes spises som hovedmåltid, fx med champignon, smeltet ost, skinke eller spejlæg. Eller som dessert med sukker, Nutella, bær eller appelsiner.
Crêpes Suzette er en klassisk fransk dessert, som består af tynde pandekager vendt i en flamberet og endnu varm appelsinsauce. 
I Danmark er dessertpandekager med syltetøj og/eller is og/eller strøet sukker populære. 

## Tilberedning
Crêpe bliver bagt på en pande af en dej der består af hvede, sukker, æg, mælk og margarine eller smør.. Dejen hældes jævnt over hele panden. Hvis dejen ikke er tynd nok, eller panden er for varm, bliver pandekagen for tyk. Hver side steges hhv. et og halvandet til de er lysebrune.
Søde crêpes bliver spist som dessert og morgenmad fyldt med sukker eller Nutella. De kan fyldes med sirup, flødeskum og is. De kan raffineres med flambering som (crepes suzette).
Madpandekager bliver lavet af  boghvedemel osv. og bliver spist til frokost og aftensmad med kød og grøntsager.